# Nyslåttjärnen (Hammerdals socken, Jämtland)
Nyslåttjärnen är en sjö i Strömsunds kommun i Jämtland och ingår i Indalsälvens huvudavrinningsområde.